# Olivia Rose Keegan
Olivia Rose Keegan (nascida em 22 de novembro de 1999) é uma atriz, cantora e modelo americana. Ela é reconhecida por sua interpretação de Claire Brady em Days of Our Lives, uma novela da rede NBC. Ela foi indicada para o prêmio Daytime Emmy de Melhor Atriz Jovem em Série Dramática em 2018 e 2019, e ganhou o prêmio de Jovem Intérprete Extraordinária em Série Dramática em 2020.

## Infância
Keegan nasceu em San Rafael, Califórnia, filho de Kevin Keegan. Ela tem uma irmã mais velha, Jessica Keegan.

## Carreira
Keegan assinou contrato com a Paradigm Talent and Artistic Endeavors. Em 2011, aos 12 anos Keegan mudou-se para Los Angeles para seguir a carreira de atriz e cantora, um mês depois de se mudar, ela reservou dois filmes Decoding Annie Parker e Ashley. De 2012 a 2014, trabalhou em diversos filmes: o curta-metragem Picture. Perfect., Hand of God e Amnesiac, e estrelou vários programas de TV: Modern Family, Sam & Cat, Enlisted e Growing Up Fisher, e apareceu em vários comerciais.
Em 2015, ela estrelou um episódio de The Thundermans e estrelou um filme para a família chamado Salvation Street. Em 2015, ela conseguiu um papel recorrente de Claire Brady no programa Days of Our Lives, um papel que ela desempenhou até 2020. Em 2018, ela lançou uma música, "Queen is a King". No início de 2020, ela se juntou ao elenco na segunda temporada da série de televisão Disney+, High School Musical: The Musical: The Series interpretando o papel recorrente de Lily.

## Filmografia

### Cinema
| Ano  | Título                | Papel      | Notas |
| ---- | --------------------- | ---------- | ----- |
| 2012 | Hand of God           | Lírio      |       |
| 2013 | Decoding Annie Parker | Jovem Joan |       |
| 2013 | Ashley                | Gabby      |       |
| 2014 | Amnesiac              | Audrey     |       |
| 2015 | Salvation Street      | Brianna    |       |

### Televisão
| Ano       | Título                                       | Papel              | Notas                                   |
| --------- | -------------------------------------------- | ------------------ | --------------------------------------- |
| 2012      | A.N.T. Farm                                  | Menina australiana | Episódio: "EndurANTs"                   |
| 2013      | Modern Family                                | Simone             | Episódio: "Best Men"                    |
| 2013      | Sam & Cat                                    | Alexa Bickley      | Episódio: "#BabysittingCommercial"      |
| 2014      | Enlisted                                     | Megan              | Episódio: "Irmãos e Irmãs"              |
| 2014      | Growing Fisher                               | Brooklyn           | Episódio: "Drug / Bust"                 |
| 2014      | Wilfred                                      | Garota Linda       | Episódio: "Amends"                      |
| 2015      | The Thundermans                              | Sabrina            | Episódio: "A Menina com o Dragão Snafu" |
| 2015–2020 | Days of Our Lives                            | Claire Brady       | Papel recorrente                        |
| 2018–2019 | The Bay                                      | Tandi Jo Henderson | 4 episódios                             |
| 2019      | All American                                 | Emma               | Episódio: "Speak Ya Clout"              |
| 2021      | High School Musical: The Musical: The Series | Lily               | Papel recorrente (2ª temporada)         |
| 2023      | Gotham Knights                               | Duela Dent         | Papel recorrente                        |

## Prêmios e indicações
| Ano  | Prêmio             | Categoria                                           | Trabalho          | Resultado | Ref.   |
| ---- | ------------------ | --------------------------------------------------- | ----------------- | --------- | ------ |
| 2018 | Daytime Emmy Award | Atriz Jovem Notável em uma Série Dramática          | Days of Our Lives | Indicado  | [ 14 ] |
| 2019 | Daytime Emmy Award | Atriz Jovem Notável em uma Série Dramática          | Days of Our Lives | Indicado  | [ 15 ] |
| 2020 | Daytime Emmy Award | Jovem Intérprete de Destaque em uma Série Dramática | Days of Our Lives | Venceu    | [ 16 ] |
| 2020 | Soap Hub Awards    | Atriz Jovem Favorita                                | Days of Our Lives | Venceu    | [ 17 ] |